# 大藏彰人
大藏 彰人（おおくら あきと、1994年5月15日 - ）は、愛知県宝飯郡一宮町（現：豊川市）出身の元プロ野球選手（投手）。右投右打。NPBでは育成選手だった。

## 経歴

### 大学時代まで
一宮町立一宮東部小学校3年生の時に野球を始める。当初から投手を務めていたが、小学校と中学校時代は他にエース投手がいたため、投手としては控えで、野手兼任でのプレーだった。豊川市立一宮中学校時代は新城ベアーズに所属。中学3年の3学期に岐阜県不破郡垂井町への転居に伴って垂井町立不破中学校に編入した。
岐阜県立大垣西高等学校進学後に主戦投手となり、2年時の秋季大会の岐阜大会ではベスト4、3年生となった翌2012年の春季岐阜大会では準優勝し、チームを東海大会に導いている。その夏、高校最後の大会では、直前に怪我（右ヒジ靭帯損傷）をしたため登板機会はなくチームも初戦敗退に終わり、甲子園出場はかなわなかった。
高校卒業後は、愛知学院大学に進み硬式野球部でプレー。3年の春季リーグでは11試合で49回を投げて2勝2敗、防御率1.65でチームの1部リーグ優勝に貢献し、最優秀選手賞を獲得するなど順調に投手としてのキャリアを積むが、同年6月の第64回全日本大学野球選手権大会では初戦の東亜大学戦に逆転負けを喫し、練習でボールが投げられなくなる失意の日々を過ごす。監督の木村孝やチームメイトから激励を受けたものの、投げ込み不足や肘の故障から、同年秋季の入れ替え戦に登板して敗戦した。その後チームが2部に降格したことに責任を感じて肉体的・精神的にまいり「野球を辞めよう」とまで思い詰め、一時休部した。
3年秋以降は就職活動をしていたほどだったが内定を得られず、チームメイトに説得され、約4か月のブランクを経て4年時の7月に野球部に復帰した。秋季リーグで登板してチームを2部降格の危機から救った。
その際自ら納得のいく成果を出せたことから「もう少し野球を続けてみよう」という気になり、2016年のドラフト会議に向けてプロ志望届を提出するが、その時はNPBからは指名されず、監督の木村から当時の徳島インディゴソックスの監督中島輝士への紹介もあり四国アイランドリーグplusのトライアウトを受けて徳島インディゴソックス入りした。

### 徳島インディゴソックス時代
徳島に入団した2017年は、肘を負傷したことで、前期は2試合の登板にとどまる。この間にフォークボールを習得した。これは監督の養父鐵が命じたトレーニングの中で、「決め球を作れ」という指示に応えた形になった。また、ウェイトトレーニングと食事トレーニングにより、体重を72kg から88kg に増やして球速も140km/h から147km/h に向上した。フォームの面では同じ徳島に所属した伊藤翔（現西武）の影響が大きいという。大蔵は「（前期は）トレーニングの毎日」、また監督の養父から（気持ちの波に影響されやすいので）「マウンドでガッツポーズをしなくていい。あとベンチには歩いて戻ってこい」と指導されたと述べている。 
後期は8試合に登板、レギュラーシーズン通算では3勝3敗の成績だった。香川オリーブガイナーズと対戦した9月24日のリーグチャンピオンシップに先発登板、9回途中まで投げて敗戦投手となったが、カーブと直球のコンビネーションがうまく嵌った登板となった。この時中日ドラゴンズの浜田智博が香川に育成派遣されていた関係で中日のスカウト音重鎮が視察に訪れており、偶然大藏の投球を目に留めることになった。音は同日、中日スカウト部長の中田宗男に、大藏を視察してほしい旨の連絡を入れている。信濃グランセローズと対戦したグランドチャンピオンシップでは3試合に登板、先発した第1戦では敗戦投手となったものの、第3戦では被安打2、奪三振8で完封勝利を挙げ、ドラフトに向けてアピールした。この時の好投はスカウト部長の中田の目も惹き、獲得につながった。特に、中田が知る大垣西高校時代と比べて下半身の体重移動のうまくなったところが目立ったという。
10月26日のNPBドラフト会議では、調査書を送ったのが中日のみと他球団からほぼノーマークの状態であった中、中日から1位で育成指名を受けた。その後支度金200万円、年俸300万円で仮契約を結び、11月27日の中日ドラゴンズ2017年度新入団選手発表会で背番号が206と発表された。

### 中日時代
2018年はウエスタン・リーグ公式戦11試合に登板し1勝1敗、防御率5.79の成績だった。
2019年3月、春季キャンプ中に腰の違和感を訴え、診察の結果、胸椎黄色靭帯骨化症であると判明、同月22日に手術を受けた。手術によって症状が改善し、7月下旬にはブルペンでの投球練習を開始、8月にはナゴヤドームでシート打撃に初登板した。二軍公式戦への登板はなく、シーズン終了後のフェニックス・リーグでの実戦復帰が目されていたが、不参加に終わった。
2020年には二軍公式戦に復帰し12試合に登板するが、先述した病気の影響もあってか防御率6.17の成績で終わり、育成選手としての期間である3年が終了。11月3日、球団より戦力外通告を受け、退団することとなった。12月7日の12球団合同トライアウトに参加し、打者3人から奪三振2（後はショートゴロ）という内容だった。しかし、オファーの声はかからず、12月27日に自身のTwitterで現役選手から引退することを表明した。

### 現役引退後
2021年1月8日に中日とスコアラー担当の球団スタッフとして契約した事が発表された。

## 詳細情報

### NPB年度別投手成績
- 一軍公式戦出場なし

### 独立リーグでの投手成績
出典はリーグウェブサイト
| 年 度     | 球 団     | 防 御 率 | 登 板 | 勝 利 | 敗 戦 | セ 丨 ブ | 完 投 | 完 封 | 無 四 球 | 投 球 回 | 打 者 | 被 安 打 | 被 本 塁 打 | 奪 三 振 | 与 四 球 | 与 死 球 | 失 点 | 自 責 点 | 暴 投 | ボ 丨 ク |
| --------- | --------- | -------- | ----- | ----- | ----- | -------- | ----- | ----- | -------- | -------- | ----- | -------- | ----------- | -------- | -------- | -------- | ----- | -------- | ----- | -------- |
| 2017      | 徳島      | 3.00     | 10    | 3     | 3     | 0        | 0     | 0     | 0        | 57.0     | 241   | 58       | 3           | 48       | 11       | 3        | 21    | 19       | 2     | 0        |
| 通算：1年 | 通算：1年 | 3.00     | 10    | 3     | 3     | 0        | 0     | 0     | 0        | 57.0     | 241   | 58       | 3           | 48       | 11       | 3        | 21    | 19       | 2     | 0        |

### 背番号
- 18 （2017年）
- 206 （2018年 - 2020年）